# 奧林匹亞球場
奧林匹亞球場（瑞典語：或Olympiastadion）是位於瑞典赫爾辛堡的足球場。

## 歷史
奧林匹亞球場於1898年建成啟用，曾於1993年及1997年重修，並會於2010年再次進行大規模重修。

## 國際競賽
1958年世界盃奧林匹亞球場獲主辦兩場第一組分組初賽，分別為西德2-2賽和捷克斯洛伐克及捷克斯洛伐克6-1大破阿根廷。而1995年女子世界盃更舉行多達7場比賽，包括5場分組初賽、八強淘汰賽中國女隊憑互射十二碼擊敗主隊瑞典女隊及準決賽德國女隊1-0擊敗中國女隊。2009年歐洲U-21足球錦標賽奧林匹亞球場舉行4場比賽，包括3場A組分組初賽及準決賽德國U21以1-0擊敗義大利U21的比賽。

## 外部連結
- （瑞典文）Om Olympia på Helsingborgs IF:s webbplats （页面存档备份，存于）

56°02′58″N 12°42′25″E / 56.04944°N 12.70694°E